# Усть-Кубинский район
Усть-Ку́бинский райо́н — административно-территориальная единица (район) в Вологодской области России. В рамках организации местного самоуправления в границах района существует муниципальное образование Усть-Кубинский муниципальный округ (с 2004 до 2022 гг. — муниципальный район).
Административный центр — село Устье.
Название происходит от реки Кубены, название которой раньше часто передавалось на письме как «Кубина». Именно этот вариант написания и закрепился в названии района.

## География
Район граничит с Харовским, Вожегодским, Вологодским, Сокольским, Кирилловским районами области. Площадь территории — 2,44 тыс. км², что составляет 1,7% от площади Вологодской области. Общая протяженность с севера на юг 85 км, с запада на восток 43 км.
Основная река — Кубена, на юге расположено Кубенское озеро.

## История
Район образован 14 января 1929 года в составе Вологодского округа Северного края РСФСР. После принятия Конституции СССР в 1936 году район в составе Северной области. После разделения Северной области, в соответствии с Постановлением ЦИК СССР от 23 сентября 1937 года, на Вологодскую и Архангельскую, в составе вновь образованной Вологодской области. 12 ноября 1960 года район был упразднен с передачей его территории в состав Сокольского района Вологодской области. 12 января 1965 года Усть-Кубинский район был образован вновь.
Исторические источники свидетельствуют о том, что долина реки Кубены была заселена с глубокой древности — люди жили здесь еще в VII веке до н. э. На этой территории позднее обитали финно-угорские племена. Со II века происходило освоение восточной части Вологодчины новгородскими феодалами. Есть предположение, что село Устье возникло как новгородская колония.
В 1545 году в селе Устье побывал Иван Грозный. В память об этом событии на набережной реки Кубены установлен памятный знак.
В 1692 году Пётр I в поисках подходящего места для строительства больших судов для морских баталий собственноручно делал замеры глубин в Кубенском озере, но оно оказалось слишком мелким.
В апреле 2022 года Усть-Кубинский район был преобразован в Усть-Кубинский муниципальный округ.

## Население
| 1939   | 1959    | 1970    | 1979    | 1989    | 2002  | 2009  | 2010  | 2011  |
| ------ | ------- | ------- | ------- | ------- | ----- | ----- | ----- | ----- |
| 36 309 | ↘20 468 | ↘14 879 | ↘12 345 | ↘11 280 | ↘9350 | ↘8922 | ↘8800 | ↘8040 |
| 2012   | 2013    | 2014    | 2015    | 2016    | 2017  | 2018  | 2019  | 2020  |
| ↗8065  | ↘7995   | ↘7987   | ↘7912   | ↘7875   | ↘7843 | ↘7700 | ↘7502 | ↘7493 |
| 2021   | 2023    |         |         |         |       |       |       |       |
| ↗7512  | ↘7373   |         |         |         |       |       |       |       |

Национальный состав
По итогам переписи населения 2020 года проживали следующие национальности (национальности менее 0,1 % и другое, см. в сноске к строке «Другие»):
| Национальность | Численность, чел. | Доля     |
| -------------- | ----------------- | -------- |
| Русские        | 7171              | 95,46 %  |
| Украинцы       | 25                | 0,33 %   |
| Узбеки         | 21                | 0,28 %   |
| Таджики        | 11                | 0,15 %   |
| Молдаване      | 8                 | 0,11 %   |
| Другие         | 276               | 3,67 %   |
| Итого          | 7512              | 100,00 % |

## Территориальное устройство
Административно-территориальные единицы
Усть-Кубинский район в рамках административно-территориального устройства включает 10 сельсоветов:
| №  | Сельсовет       | Соответствующее муниципальное образование |
| -- | --------------- | ----------------------------------------- |
| 1  | Авксентьевский  | Богородское СП                            |
| 2  | Богородский     | Богородское СП                            |
| 3  | Верхнераменский | Богородское СП                            |
| 4  | Заднесельский   | Устьянское СП                             |
| 5  | Митенский       | Высоковское СП                            |
| 6  | Никольский      | Устьянское СП                             |
| 7  | Томашский       | Устьянское СП                             |
| 8  | Троицкий        | Троицкое СП                               |
| 9  | Устьянский      | Устьянское СП, Высоковское СП             |
| 10 | Филисовский     | Высоковское СП                            |

Муниципальные образования
В рамках организации местного самоуправления в границах района функционирует Усть-Кубинский муниципальный округ (с 2004 до 2022 года — муниципальный район).
Изначально в составе новообразованного муниципального района в декабре 2004 года были созданы 11 сельских поселений. В апреле 2009 года были упразднены Авксентьевское и Верхнераменское сельские поселения (включены в Богородское); Митенское и Филисовское (включены в Высоковское); Томашское  (включено в Заднесельское). В апреле-мае 2015 года были упразднены Заднесельское, Никольское (включены в Устьянское).
С 2015 до 2022 года муниципальный район делился на 4 муниципальных образования нижнего уровня со статусом сельского поселения:
| № | Сельское поселение | Административный центр | Количество населённых пунктов | Население (чел.) | Площадь (км²) |
| - | ------------------ | ---------------------- | ----------------------------- | ---------------- | ------------- |
| 1 | Богородское        | село Богородское       | 59                            | ↘562             | 863,35        |
| 2 | Высоковское        | посёлок Высокое        | 59                            | ↘930             | 301,44        |
| 3 | Троицкое           | село Бережное          | 29                            | ↘699             | 303,89        |
| 4 | Устьянское         | село Устье             | 89                            | ↗5321            | 1143,06       |

1 июня 2022 года муниципальный район и все входившие в его состав сельские поселения были упразднены и объединены в Усть-Кубинский муниципальный округ. 

## Населённые пункты
В Усть-Кубинском районе (муниципальном округе) 233 населённых пунктов. 
| №   | Населённый пункт   | Тип     | Население (чел.) | Бывшее сельское поселение |
| --- | ------------------ | ------- | ---------------- | ------------------------- |
| 1   | Абрамовское        | деревня | 0                | Устьянское                |
| 2   | Авдеево            | деревня | 3                | Устьянское                |
| 3   | Алюненская         | деревня | ↘0               | Троицкое                  |
| 4   | Ананиха            | деревня | 0                | Устьянское                |
| 5   | Ананьино           | деревня | 0                | Высоковское               |
| 6   | Андреевская        | деревня | 11               | Богородское               |
| 7   | Андреевское        | деревня | 0                | Устьянское                |
| 8   | Антропиха          | деревня | 8                | Устьянское                |
| 9   | Анциферовская      | деревня | 0                | Троицкое                  |
| 10  | Аристово           | деревня | 0                | Устьянское                |
| 11  | Афанасовская       | деревня | 70               | Троицкое                  |
| 12  | Бакрылово          | деревня | 13               | Высоковское               |
| 13  | Белавино           | деревня | 0                | Высоковское               |
| 14  | Белавино           | деревня | 0                | Устьянское                |
| 15  | Беловская          | деревня | 0                | Богородское               |
| 16  | Бережное           | село    | 675              | Троицкое                  |
| 17  | Богородское        | село    | 228              | Богородское               |
| 18  | Богослово          | село    | 56               | Устьянское                |
| 19  | Большая            | деревня | 0                | Богородское               |
| 20  | Большая Верхотина  | деревня | 3                | Высоковское               |
| 21  | Большое Лыскарево  | деревня | 0                | Устьянское                |
| 22  | Бор                | деревня | 0                | Устьянское                |
| 23  | Борисково          | деревня | 0                | Высоковское               |
| 24  | Боярское           | деревня | 0                | Высоковское               |
| 25  | Бурдуково          | деревня | 0                | Устьянское                |
| 26  | Бурмасово          | деревня | 0                | Устьянское                |
| 27  | Бурцево            | деревня | 0                | Высоковское               |
| 28  | Васюткино          | деревня | 3                | Богородское               |
| 29  | Вельцево           | деревня | 0                | Устьянское                |
| 30  | Вечеслово          | деревня | 6                | Устьянское                |
| 31  | Вичаги             | деревня | 0                | Богородское               |
| 32  | Власьево           | деревня | 4                | Высоковское               |
| 33  | Волосово           | деревня | 6                | Устьянское                |
| 34  | Воронино           | посёлок | 13               | Высоковское               |
| 35  | Вороново           | деревня | 0                | Богородское               |
| 36  | Вороновская        | деревня | 0                | Богородское               |
| 37  | Высокое            | посёлок | 335              | Высоковское               |
| 38  | Гляденово          | деревня | 0                | Богородское               |
| 39  | Голенинская        | деревня | 3                | Троицкое                  |
| 40  | Гоманиха           | деревня | 0                | Устьянское                |
| 41  | Гора               | деревня | 8                | Устьянское                |
| 42  | Горбово            | деревня | 0                | Устьянское                |
| 43  | Горка              | деревня | 0                | Высоковское               |
| 44  | Горка              | деревня | 0                | Устьянское                |
| 45  | Горка-1            | деревня | 0                | Устьянское                |
| 46  | Горка-2            | деревня | 0                | Устьянское                |
| 47  | Горшково           | деревня | 0                | Троицкое                  |
| 48  | Гризино            | деревня | 0                | Троицкое                  |
| 49  | Гульево            | деревня | 0                | Высоковское               |
| 50  | Давыдовская        | деревня | 0                | Богородское               |
| 51  | Дешевиха           | деревня | 95               | Богородское               |
| 52  | Дмитриево          | деревня | 0                | Высоковское               |
| 53  | Дмитриевская       | деревня | 12               | Богородское               |
| 54  | Дор                | деревня | 3                | Троицкое                  |
| 55  | Езово              | деревня | 9                | Богородское               |
| 56  | Елизарово          | деревня | 3                | Устьянское                |
| 57  | Ельцино            | деревня | 6                | Высоковское               |
| 58  | Ерино              | деревня | 9                | Богородское               |
| 59  | Ермолино           | деревня | 0                | Богородское               |
| 60  | Ермолинская        | деревня | 4                | Богородское               |
| 61  | Ждановская         | деревня | 0                | Устьянское                |
| 62  | Желудково          | деревня | 0                | Устьянское                |
| 63  | Житнихино          | деревня | 0                | Устьянское                |
| 64  | Жуково             | деревня | 0                | Устьянское                |
| 65  | Заборье            | деревня | 3                | Высоковское               |
| 66  | Заднее             | село    | 346              | Устьянское                |
| 67  | Залесье            | деревня | 5                | Богородское               |
| 68  | Залесье            | деревня | ↗3               | Высоковское               |
| 69  | Залужье            | деревня | 5                | Устьянское                |
| 70  | Зеленово           | деревня | 0                | Богородское               |
| 71  | Зиновское          | деревня | 0                | Высоковское               |
| 72  | Зубарево           | деревня | 0                | Высоковское               |
| 73  | Ивакино            | деревня | 0                | Высоковское               |
| 74  | Ивановская         | деревня | 8                | Троицкое                  |
| 75  | Ивановское         | деревня | 3                | Устьянское                |
| 76  | Ивановское         | деревня | 13               | Устьянское                |
| 77  | Ивановское         | деревня | 0                | Устьянское                |
| 78  | Игнатиха           | деревня | 0                | Устьянское                |
| 79  | Исачково           | деревня | 0                | Богородское               |
| 80  | Ихомово            | деревня | 4                | Богородское               |
| 81  | Канское            | деревня | ↘9               | Высоковское               |
| 82  | Капелино           | деревня | 3                | Богородское               |
| 83  | Карповское         | деревня | 0                | Устьянское                |
| 84  | Кихть              | село    | 0                | Устьянское                |
| 85  | Климушино          | деревня | 0                | Высоковское               |
| 86  | Климушино          | деревня | 0                | Устьянское                |
| 87  | Клыжово            | деревня | 3                | Высоковское               |
| 88  | Кобелево           | деревня | 0                | Высоковское               |
| 89  | Кобылье            | деревня | 0                | Богородское               |
| 90  | Кокоурево          | деревня | 0                | Устьянское                |
| 91  | Кокошеница         | деревня | 0                | Устьянское                |
| 92  | Конаново           | деревня | 3                | Богородское               |
| 93  | Конь-Гора          | деревня | 3                | Богородское               |
| 94  | Коняевское         | деревня | 0                | Устьянское                |
| 95  | Копчевская         | деревня | 0                | Богородское               |
| 96  | Коровино           | деревня | 8                | Устьянское                |
| 97  | Королиха           | деревня | 131              | Устьянское                |
| 98  | Костинская         | деревня | 0                | Троицкое                  |
| 99  | Кочеватик          | деревня | 0                | Высоковское               |
| 100 | Кочурово           | деревня | 0                | Высоковское               |
| 101 | Крылово            | деревня | 4                | Троицкое                  |
| 102 | Крюково            | деревня | 0                | Устьянское                |
| 103 | Кузнецово          | деревня | 4                | Устьянское                |
| 104 | Кузнецово          | деревня | 0                | Устьянское                |
| 105 | Кузнецово          | деревня | 28               | Богородское               |
| 106 | Кузнецово          | деревня | 5                | Высоковское               |
| 107 | Кузнецово          | деревня | 0                | Устьянское                |
| 108 | Кузнецово          | деревня | 4                | Высоковское               |
| 109 | Кузнечеевская      | деревня | 12               | Богородское               |
| 110 | Кузьминская        | деревня | 0                | Богородское               |
| 111 | Кузьминская        | деревня | ↗7               | Троицкое                  |
| 112 | Кузьминское        | деревня | 0                | Устьянское                |
| 113 | Кулаково           | деревня | 0                | Богородское               |
| 114 | Куркинская         | деревня | 88               | Троицкое                  |
| 115 | Курьяниха          | деревня | ↘23              | Устьянское                |
| 116 | Лавы               | деревня | 0                | Высоковское               |
| 117 | Лжево              | деревня | 0                | Устьянское                |
| 118 | Лобаново           | деревня | 0                | Устьянское                |
| 119 | Ломово             | деревня | 0                | Богородское               |
| 120 | Лукачево           | деревня | 0                | Устьянское                |
| 121 | Лыва               | деревня | 0                | Богородское               |
| 122 | Лысковская         | деревня | 11               | Троицкое                  |
| 123 | Лысухино           | деревня | 0                | Устьянское                |
| 124 | Ляпшаки            | деревня | 0                | Богородское               |
| 125 | Макарьино          | деревня | 26               | Высоковское               |
| 126 | Максимовская       | деревня | 0                | Богородское               |
| 127 | Маланьевская       | деревня | 0                | Богородское               |
| 128 | Малаховская        | деревня | 0                | Богородское               |
| 129 | Малая Верхотина    | деревня | 0                | Высоковское               |
| 130 | Малая Гора         | деревня | 47               | Богородское               |
| 131 | Малое Воронино     | деревня | 0                | Высоковское               |
| 132 | Малое Линяково     | деревня | 0                | Высоковское               |
| 133 | Малое Лыскарево    | деревня | 0                | Устьянское                |
| 134 | Марковская         | деревня | 123              | Богородское               |
| 135 | Марковская         | деревня | 0                | Богородское               |
| 136 | Мартьяновская      | деревня | 0                | Троицкое                  |
| 137 | Маслово            | деревня | 0                | Устьянское                |
| 138 | Место Александрово | село    | 21               | Высоковское               |
| 139 | Митенское          | деревня | 89               | Высоковское               |
| 140 | Митрофаниха        | деревня | 0                | Высоковское               |
| 141 | Михайловская       | деревня | 0                | Троицкое                  |
| 142 | Мыс                | деревня | 4                | Устьянское                |
| 143 | Мякиленская        | деревня | 0                | Троицкое                  |
| 144 | Никитинское        | деревня | 0                | Устьянское                |
| 145 | Никифоровская      | деревня | 22               | Богородское               |
| 146 | Никола-Корень      | село    | 119              | Устьянское                |
| 147 | Никольское         | село    | ↘433             | Устьянское                |
| 148 | Новое              | деревня | 0                | Высоковское               |
| 149 | Новое              | село    | 17               | Высоковское               |
| 150 | Носарево           | деревня | 0                | Богородское               |
| 151 | Овригино           | деревня | 14               | Троицкое                  |
| 152 | Омеликово          | деревня | 0                | Устьянское                |
| 153 | Осилково           | деревня | 0                | Устьянское                |
| 154 | Останково          | деревня | 11               | Высоковское               |
| 155 | Острецово          | деревня | 8                | Богородское               |
| 156 | Острецово          | деревня | 22               | Троицкое                  |
| 157 | Павловское         | деревня | 0                | Высоковское               |
| 158 | Пакутино           | деревня | 5                | Устьянское                |
| 159 | Паниха             | деревня | 0                | Богородское               |
| 160 | Пахотино           | деревня | 12               | Высоковское               |
| 161 | Перхурьево         | деревня | 4                | Высоковское               |
| 162 | Петраково          | деревня | 0                | Высоковское               |
| 163 | Петрово            | деревня | 0                | Троицкое                  |
| 164 | Петряевская        | деревня | 81               | Богородское               |
| 165 | Плосково           | деревня | 8                | Богородское               |
| 166 | Плющево            | деревня | 18               | Высоковское               |
| 167 | Погорелово         | деревня | 0                | Устьянское                |
| 168 | Погорельцево       | деревня | 3                | Богородское               |
| 169 | Погост Лука        | село    | 27               | Высоковское               |
| 170 | Погост Трифон      | село    | 23               | Троицкое                  |
| 171 | Подгорье           | деревня | 7                | Устьянское                |
| 172 | Подол              | деревня | 0                | Богородское               |
| 173 | Подольное          | деревня | 0                | Устьянское                |
| 174 | Помазиха           | деревня | 3                | Устьянское                |
| 175 | Поповка            | деревня | 29               | Богородское               |
| 176 | Поповское          | деревня | 0                | Устьянское                |
| 177 | Поповское          | деревня | 4                | Троицкое                  |
| 178 | Порохово           | деревня | 273              | Высоковское               |
| 179 | Потепалово         | деревня | 3                | Высоковское               |
| 180 | Починок            | деревня | 0                | Богородское               |
| 181 | Починок            | деревня | 4                | Устьянское                |
| 182 | Прилуки            | деревня | 10               | Высоковское               |
| 183 | Прилуки            | деревня | 0                | Троицкое                  |
| 184 | Родионово          | деревня | 6                | Устьянское                |
| 185 | Рубеж              | деревня | 0                | Троицкое                  |
| 186 | Рудино             | деревня | 16               | Высоковское               |
| 187 | Рязаново           | деревня | 0                | Устьянское                |
| 188 | Сверчково          | деревня | 4                | Высоковское               |
| 189 | Семеновское        | деревня | 0                | Высоковское               |
| 190 | Семернинское       | деревня | 4                | Устьянское                |
| 191 | Сенская            | деревня | 0                | Богородское               |
| 192 | Сергеевское        | деревня | 26               | Высоковское               |
| 193 | Сидоровская        | деревня | 0                | Богородское               |
| 194 | Сидоровское        | деревня | 5                | Устьянское                |
| 195 | Скорятенское       | деревня | 0                | Устьянское                |
| 196 | Соколово           | деревня | 3                | Троицкое                  |
| 197 | Сокольниково       | деревня | 0                | Богородское               |
| 198 | Соломатино         | деревня | 0                | Богородское               |
| 199 | Спасское           | деревня | 0                | Высоковское               |
| 200 | Спиченская         | деревня | 0                | Богородское               |
| 201 | Старое             | село    | 24               | Высоковское               |
| 202 | Стафилово          | деревня | 39               | Устьянское                |
| 203 | Суровчиха          | деревня | 6                | Устьянское                |
| 204 | Сухарево           | деревня | 0                | Устьянское                |
| 205 | Сухая Вереть       | деревня | 0                | Устьянское                |
| 206 | Сянино             | деревня | 0                | Устьянское                |
| 207 | Табыково           | деревня | 0                | Устьянское                |
| 208 | Тавлаш             | деревня | 12               | Устьянское                |
| 209 | Тетериново         | деревня | 0                | Высоковское               |
| 210 | Тороповская        | деревня | 7                | Богородское               |
| 211 | Тулпаново          | деревня | 0                | Устьянское                |
| 212 | Угол               | деревня | 16               | Богородское               |
| 213 | Уласово            | деревня | 0                | Устьянское                |
| 214 | Ульяновская        | деревня | 8                | Богородское               |
| 215 | Устье              | село    | ↗4176            | Устьянское                |
| 216 | Ушаково            | деревня | 0                | Высоковское               |
| 217 | Федорково          | деревня | 0                | Троицкое                  |
| 218 | Федоровская        | деревня | 0                | Троицкое                  |
| 219 | Фенинская          | деревня | 7                | Троицкое                  |
| 220 | Филенское          | деревня | 14               | Устьянское                |
| 221 | Филисово           | деревня | 10               | Высоковское               |
| 222 | Холстово           | деревня | 0                | Богородское               |
| 223 | Черниево           | деревня | 0                | Богородское               |
| 224 | Чернышово          | деревня | 20               | Высоковское               |
| 225 | Чирково            | деревня | 29               | Высоковское               |
| 226 | Шабарово           | деревня | 0                | Устьянское                |
| 227 | Шадрино            | деревня | 7                | Богородское               |
| 228 | Шамбово            | деревня | 18               | Троицкое                  |
| 229 | Шелково            | деревня | 10               | Высоковское               |
| 230 | Шилово             | деревня | 0                | Устьянское                |
| 231 | Шихово             | деревня | 8                | Устьянское                |
| 232 | Шолохово           | деревня | 0                | Устьянское                |
| 233 | Юково              | деревня | ↗8               | Устьянское                |

Районный центр село Устье с 1932 до 2003 гг. являлось посёлком городского типа.
Упразднённые населённые пункты
Постановлением от 9 ноября 2020 года были упразднены 20 деревень: Бобровское, Бобынино, Грифониха, Дедово, Исаково, Карпунино, Кленово, Ковыриха, Кожевниково, Лужино, Максимовская, Малаховское, Матвеево, Нагорное, Олешково, Самоново, Терехово, Хабариха, Чикайлово, Шевцово.
Постановлением от 16 ноября 2020 года были упразднены 12 деревень: Бабиковская, Выборково, Еловцево, Замошье, Заовражье, Заречье, Кисляково, Короваиха, Лаушинская, Мыс (Богородского сельского поселения), Хариковская, Хорошевская.
- 2025 год - деревни Данилиха, Исаково и Шпилиха включены в состав села Устье.

## Руководство
Главы района
- врио с 15 февраля 2016 года — Семенов Владимир Васильевич
- с 19 июля 2016 года — Быков Иван Васильевич

Главы администрации
- врио с 15 февраля 2016 года — Семенов Владимир Васильевич
- врио с 19 июля 2016 года — Комарова Елена Борисовна
- с 5 сентября 2016 года - Семичев Александр Олегович

## Муниципальные СМИ
- Районная газета «Северная новь»

## Достопримечательности
- Спасо-Каменный монастырь[43]
- Церковь Святого Афанасия
- Церковь св. Николая Мирликийского[44]
- Никольский парк[45]

## Известные уроженцы
- Алексей Константинович Пахомов (1912 — 1968) — Герой Советского Союза.
- Николай Александрович Яковлев (1924 — 1943) — Герой Советского Союза.
- Александр Дмитриевич Юдин (1925 — 1994) — Герой Советского Союза.
- Константин Иванович Коничев (1904 — 1971) — русский советский писатель и журналист, фольклорист.